# Alva Myrdal
Alva Myrdal, född Reimer den 31 januari 1902 i Uppsala, död 1 februari 1986 i Danderyd, var en svensk socialdemokratisk politiker och diplomat. Hon var statsråd 1966–1973 samt mottog Nobels fredspris år 1982 (delat med Alfonso García Robles, Mexiko).

## Biografi

### Uppväxt och studietid
Alva Myrdal växte upp som första barnet i en relativt välbeställd familj som dotter till byggmästaren Albert Reimer (1876–1943) och Lowa Jonsson (1877–1943). Hon hade fyra syskon: Rut (1904–1959), Folke (1906–1977), Maj (1909–1941) och Stig (1912–1977). Fadern var socialist och modern liberal. De höll sig även med två dagliga tidningar. Under hennes uppväxt flyttade familjen runt till olika platser. De var bosatta i bland annat Eskilstuna, Älvsjö och Stockholm. Hennes akademiska studier innefattade psykologi och familjesociologi. Hon avlade filosofie kandidatexamen i Stockholm 1924. 
1929 fick Alva och maken Gunnar Myrdal möjligheter att resa till USA som Rockefellerstipendiater. Under ett år fick Alva då tillfälle att ytterligare fördjupa sina studier i psykologi, pedagogik och sociologi. Hon fick speciellt chans att vidga sina kunskaper i barnpedagogik. Iakttagelsen av de stora sociala och ekonomiska klyftorna i USA, ledde också till ett ökat politiskt engagemang - "radikal" blev den benämning hon och Gunnar kom att använda för att beskriva deras gemensamma politiska åskådning. Sedan flyttade de till Genève för fortsatta studier, där de också kom att studera den befolkningsminskning som oroade många européer under mellankrigstiden.

### Familjepolitik och befolkningsfrågan

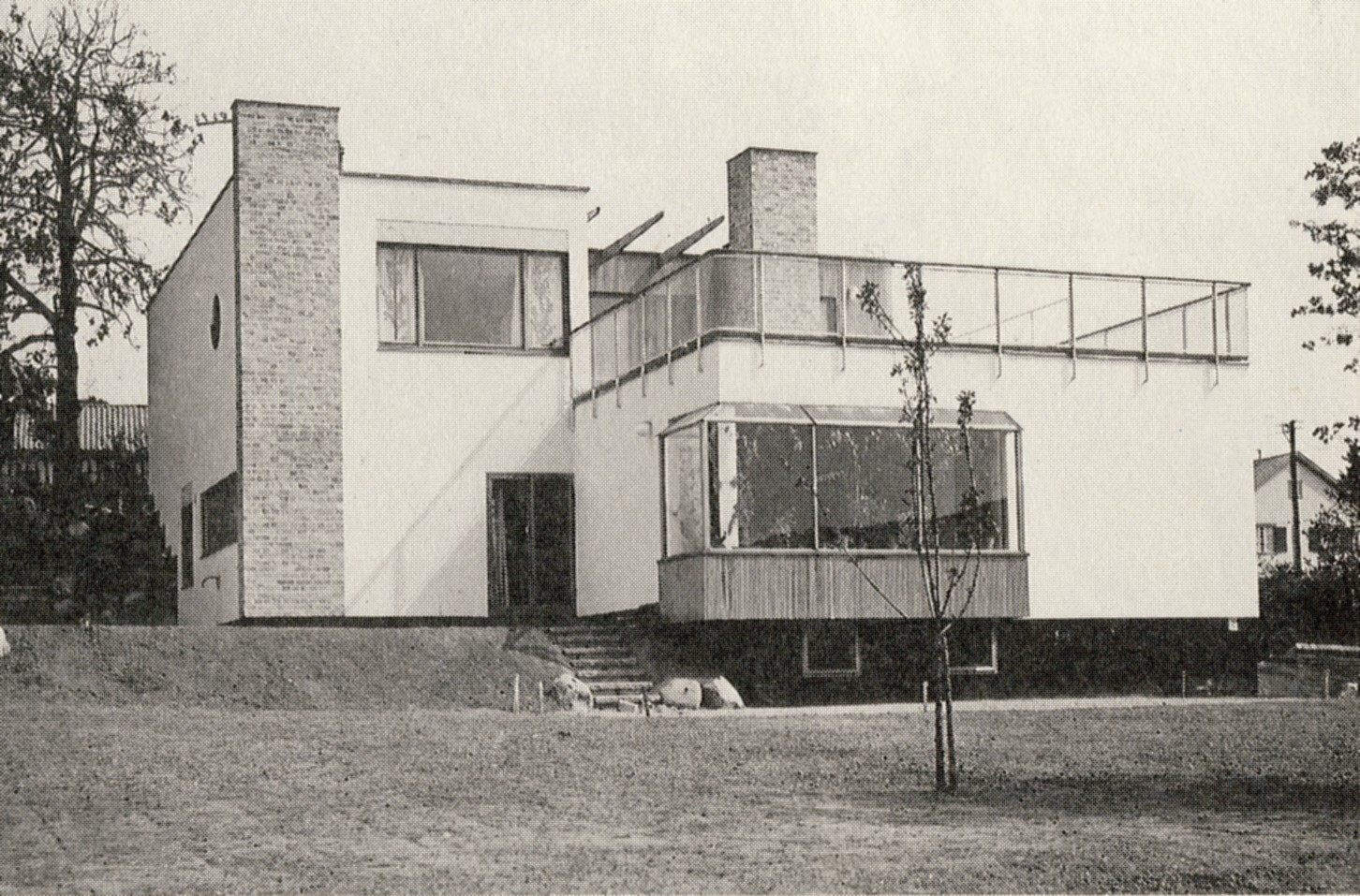
Villa Myrdal, uppförd 1937 för paret Myrdal efter ritningar av arkitekt Sven Markelius.

Alva och Gunnar Myrdals bok Kris i befolkningsfrågan från år 1934 är en av 1900-talets mest omtalade inhemska politiska skrifter. I denna bok framförs bland annat vikten av att ansvaret för barns fostran delas mellan föräldrar och samhället genom utbildade barnpedagoger.
Alva var starkt kritisk till utvecklingen inom verksamheten för förskolebarn i Sverige. Därför publicerade hon boken Stadsbarn (1935) där hon presenterade idéer om en ny reformerad svensk förskola, byggd på modern barnpsykologi. Hon menade att dåtidens barnomsorg - barnkrubban och barnträdgårdarna - båda var bristfälliga. Barnkrubban var en slags fattighjälp och barnträdgården en lyxbetonad skolform för att förbereda till privatskolor. Hon betonade att det stod materiella hinder i vägen för en bra fostran. Därför behövdes det sociala och ekonomiska reformer. Alva ville förena barnträdgården och barnkrubban i en "storbarnkammare", gärna förlagd i ett HSB-hus (för stadsbarn). Vid denna tid fanns det en strid mellan de som förespråkade en "auktoritär" barnuppfostran och de som föredrog en "fri" barnuppfostran. Hon delade kritiken mot den auktoritära synen men hävdade samtidigt att de som förespråkade en fri uppfostran inte hade något alternativ. I Alvas lösning blev "samarbete" mellan uppfostraren och den som ska uppfostras ett nyckelbegrepp. 
Ett år senare fick hon möjlighet att gå från teori till praktik. Alva blev då rektor för Socialpedagogiska seminariet som hon var med och grundade 1936. Där arbetade hon själv som lärare med utbildning av just förskollärarna. Alva menade att man dittills inte tagit tillräcklig hänsyn till den senaste pedagogiska forskningen i förskollärarutbildningen. Alltså sökte hennes utbildning integrera de nya forskningsrönen inom barnpsykologin i undervisningen. Även samhällskunskap betonades, liksom kvinnornas personliga utveckling.
Hon var medlem i Kommittén för ökad kvinnorepresentation, som bildades 1937 för en ökad representation av kvinnor inom politiken.
Alva Myrdal deltog aktivt i planeringen av den villa, Villa Myrdal, som byggdes i två plan på Nyängsvägen 155 i Stora Mossen i Bromma. Det var arkitekten Sven Markelius, som var god vän med Alva och Gunnar Myrdal, som år 1937 ritade villan.
År 1938 reste Alva och Gunnar Myrdal till USA. Alva publicerade under tiden i USA boken Nation and Family (1941) som handlade om den svenska familje- och befolkningspolitiken. Myrdal var ledamot i bestyrelsen för Sveriges deltagande i New York-utställningen 1939. Under andra världskriget var hon också periodvis bosatt i Sverige. Under sin tid i Stockholm medverkade hon på den antinazistiska organisationen Tisdagsklubbens möten.

### Tiden efter andra världskriget – karriären tar fart

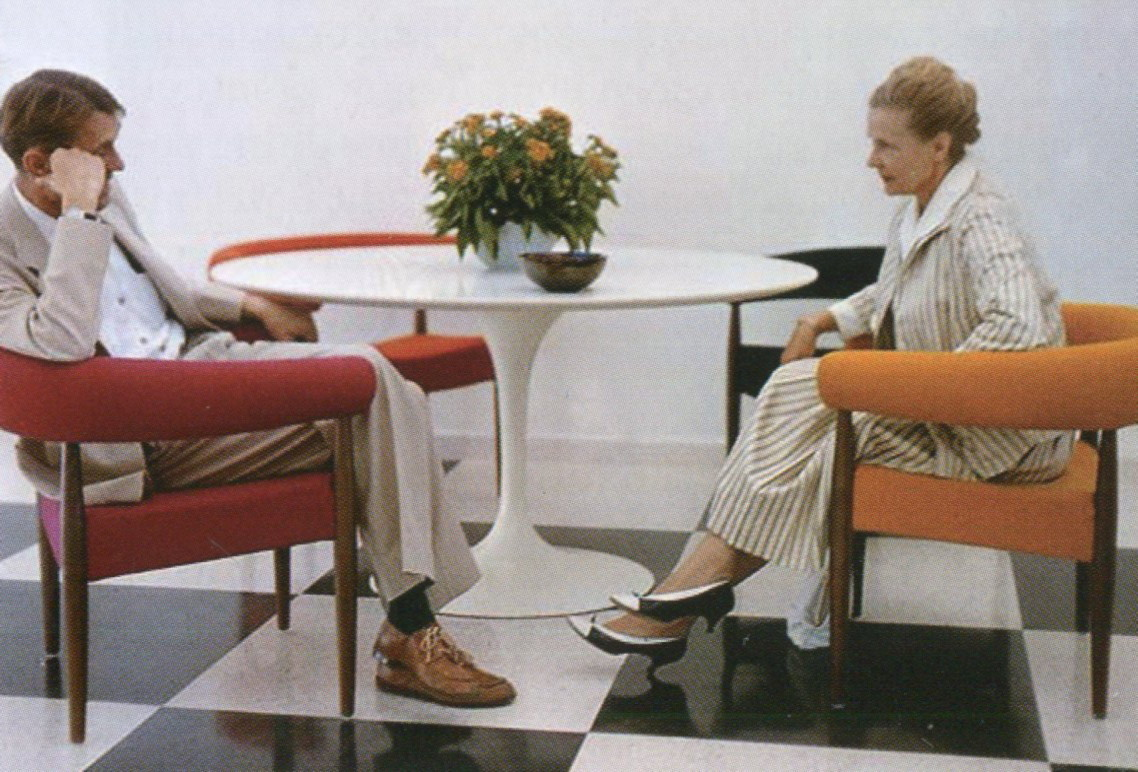
Alva Myrdal i samtal med Sune Lindström på svenska ambassaden i New Delhi, 1950-tal.

Efter kriget medverkade Alva i flera socialpolitiska utredningar. Hon deltog i 1940 års Skolkommission som senare utmynnade i ett förslag om en nioårig obligatorisk grundskola, alltså det nuvarande systemet.
Alva Myrdal blev under efterkrigstiden också alltmer involverad i internationella frågor. Hon var 1949–1950 chef för FN:s avdelning för sociala frågor. Från 1951 till 1955 var hon chef för Unescos socialvetenskapliga avdelning - den första kvinna att inneha så höga positioner inom FN. Sedan blev hon Sveriges ambassadör i Indien 1956–1961. Efter det valdes hon in som riksdagsledamot 1962–1970, för socialdemokratiska arbetarpartiet (första kammaren). Efter Ulla Lindströms avgång som statsråd 1966 utsågs hon till konsultativt statsråd i utrikesdepartementet med ansvar för nedrustningsfrågor. År 1969 utsågs hon även till kyrkominister efter Olof Palme eftersom inget av statsråden i utbildningsdepartementet, Ingvar Carlsson och Sven Moberg, var medlemmar i Svenska kyrkan.

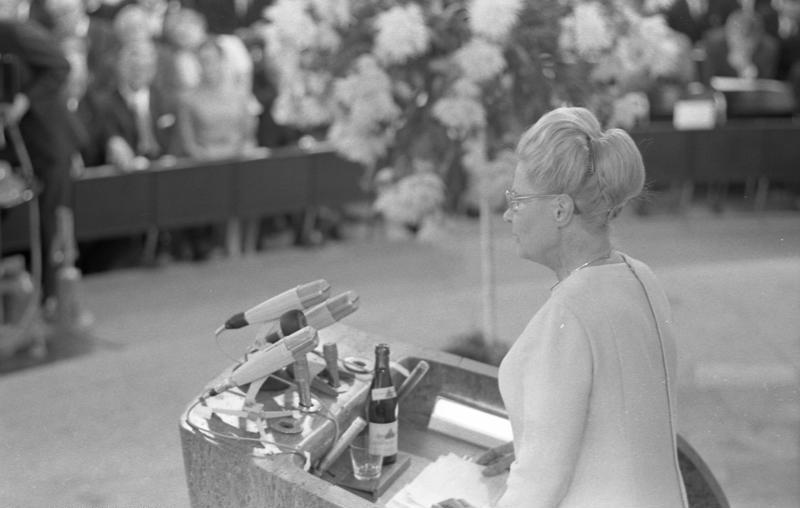
Alva Myrdal i Frankfurt när hon tog emot tyska bokhandelns fredspris 1970.

Alva Myrdal blev 1961 medarbetare till dåvarande utrikesminister Östen Undén med ansvar för nedrustningsfrågor. Åren 1962–1973 var hon ordförande i den svenska delegationen vid nedrustningskonferensen i Genève. I samarbete med andra alliansfria stater arbetade hon där mot supermakternas kapprustning. Hon redovisade detta i sin uppmärksammade bok Spelet om nedrustningen från år 1973. Alva Myrdal var även senare en aktiv opinionsbildare för fred och mot kärnvapenrustningen: "Det är inte människovärdigt att ge upp", sa hon. Alva Myrdal utnämndes till filosofie hedersdoktor vid Göteborgs universitet 1975.
Hon tog även ställning mot kärnkraft i folkomröstningen 1980. Inte minst bottnade detta i kärnkraftens samband med kärnvapenspridning. Hennes engagemang för fred ledde till att hon tilldelades Nobels fredspris år  1982. 

#### Kvinnors frigörelse

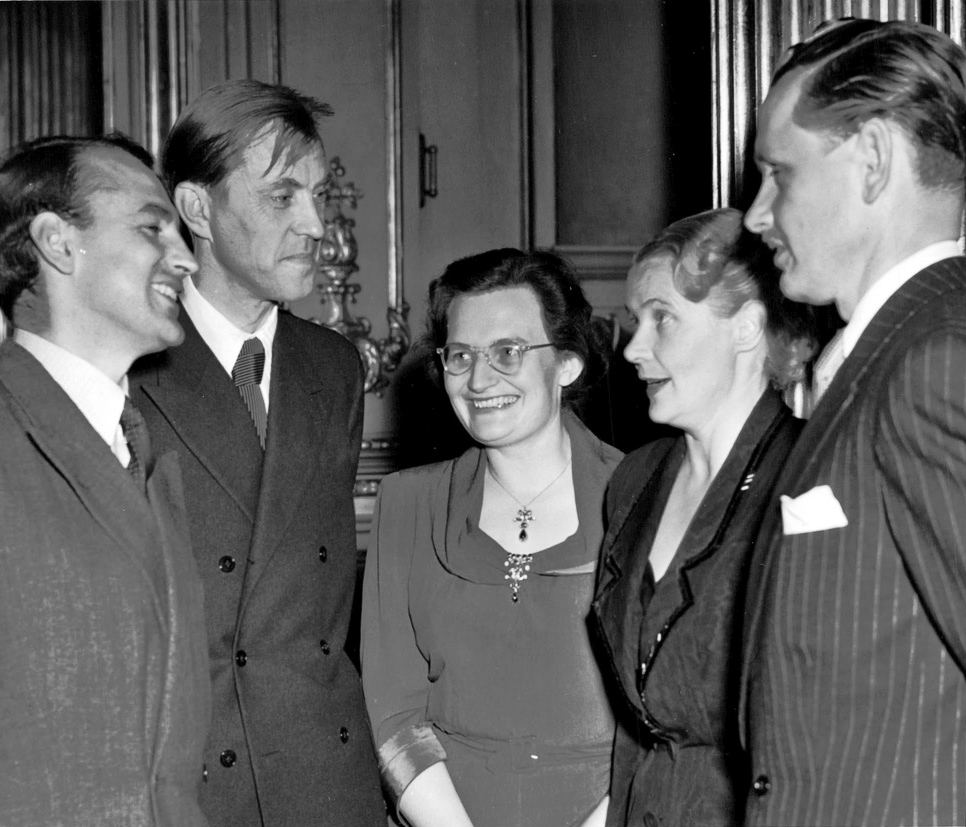
Alva Myrdal vid ett av Yrkeskvinnornas möte med bland annat doktor Viveka Lagerkrantz och arkitekterna Sune Lindström och Göran Sidenbladh 1951.

Alva Myrdal engagerade sig starkt i debatten om kvinnors frigörelse. Hon ville skapa ett samhälle där kvinnor kunde delta på lika villkor i arbetslivet och där männen skulle delta i hemarbetet. Hon menade att ett sådant samhälle också skulle vara till gagn för barnen. Alva var med och grundade den internationella organisationer för Stockholms internationella fredsforskningsinstitut (SIPRI) och Yrkeskvinnors klubbars riksförbund (IFBP, International Federation of Business and Professional Women) och för kvinnor inom universitetsvärlden, IFUW (International Federation of University Women). Ett exempel på hennes inlägg i debatten om jämställdhet är boken Kvinnans två roller från år 1957.

### Familj
Alva Myrdal gifte sig 1924 med Gunnar Myrdal. Hon var mor till Jan Myrdal, Sissela Bok och Kaj Fölster samt mormor till bland andra Stefan Fölster; samt farmor till Janken och Eva Myrdal

## Eftermäle
Alva Myrdals död 1986, dagen efter att hon fyllt 84, uppmärksammades mycket i media. Hon hade då blivit allmänt respekterad främst som en förkämpe för kärnvapennedrustning, men också för sina insatser för kvinnorörelsen. Dåvarande statsministern Olof Palme höll tal vid hennes begravning i Storkyrkan i Stockholm. Begravningen följdes av en stor fredsdemonstration till hennes minne. 
Alva Myrdal är begravd på Norra begravningsplatsen i Stockholm.
.